# State House (Gujana)
State House  - oficjalna rezydencja prezydenta republiki Gujany przy Main Street.

## Historia
Zbudowana w  1845 jako rezydencja brytyjskiego gubernatora, po uzyskaniu przez Gujanę niepodległości budynek automatycznie przyjął funkcję prezydenckiej rezydencji. Zamieszkał w nim pierwszy prezydent Arthur Chung. Kolejni dwaj prezydenci Forbes Burnham i Desmond Hoyte mieszkali w Castelanni House. Budynek ponownie stał się siedzibą prezydentów w 1992 roku, gdy zamieszkał tu Cheddi Jagan. 
W 2017 roku w ramach remontu dotychczas biały budynek został przemalowany na kolor zielony.